# XIV Mistrzostwa Świata w Lataniu Rajdowym
XIV Mistrzostwa Świata w Lataniu Rajdowym – zawody lotnicze, organizowane w dniach 14 lipca - 20 lipca 2004 w Herning w Danii przez Międzynarodową Federację Lotniczą (FAI), razem z XVI Mistrzostwami Świata w Lataniu Precyzyjnym. Trzecie miejsce indywidualnie oraz drugie drużynowo zajęli w nich zawodnicy polscy.

## Uczestnicy
W zawodach brało udział 50 załóg z RPA (6), Polski (5), Austrii (5), Czech (4), Francji (4), Niemiec (4), Danii (3), Rosji (3), Wielkiej Brytanii (3), Hiszpanii (3), Włoch (3), Chile (2), Cypru (2), Słowacji (1), Litwy (1) i 1 mieszana.
Najpopularniejszym typem samolotu była Cessna 172 (28 załóg), następnie Cessna 152 (10), Cessna 150 (6) i inne typy (1 3Xtrim, 2 PZL Wilga 2000, 1 Glastar, 1 HB-23, 1 Piper PA-28) (liczby biorących udział samolotów były mniejsze, gdyż część załóg korzystała z tych samych maszyn).
W skład polskiej ekipy wchodziło 5 załóg (pilot / nawigator):
- Janusz Darocha / Zbigniew Chrząszcz – Cessna 152 (SP-FZY)
- Marek Kachaniak / Sławomir Własiuk – Cessna 152 (SP-KDM)
- Krzysztof Wieczorek / Krzysztof Skrętowicz – 3Xtrim (SP-YEX)
- Wacław Wieczorek / Michał Wieczorek – PZL Wilga 2000 (SP-AHV)
- Ryszard Michalski / Jerzy Markiewicz – Wilga 2000 (SP-AHV)

## Przebieg
14 lipca 2004 miało miejsce otwarcie zawodów, a 15 lipca oficjalny trening.
16 lipca 2004 rozgrywana była pierwsza konkurencja nawigacyjna, po której dwa pierwsze miejsca zajęli zawodnicy czescy (bracia Filip - 22 pkt karnych, Cihlar/Fiala - 106 pkt), a trzecie polska załoga Wieczorek/Skrętowicz (146 pkt). Na piątym miejscu znalazła się załoga Kachaniak/Własiuk, a pozostali zawodnicy polscy byli w drugiej dziesiątce.
17 lipca 2004 rozgrywana była druga konkurencja nawigacyjna, w której pierwsze miejsce zajęła czeska załoga Fili /Filip (22 pkt), drugie polska Darocha/Chrząszcz (56 pkt), a trzecie czeska Opat/Rajdl (70 pkt). Dalsze polskie załogi zajęły miejsca 7, 8, 9 i 13.
W trzeciej konkurencji nawigacyjnej rozgrywanej 18 lipca 2004 pierwsze miejsce zajęła polska załoga Darocha/Chrząszcz, tracąc jedynie 4 punkty karne. Drugie miejsce zajęła załoga Hopkins/De Klerk (20 pkt), a trzecie i czwarte Johanssen/Strube ex aequo z załogą Wieczorek/Skrętowicz (26 pkt). Na piątym miejscu znalazła się w tej konkurencji także polska załoga Wieczorek/Wieczorek (30 pkt), natomiast liderzy, bracia Filip dopiero na 10. miejscu (76 pkt).
19 lipca miało miejsce rozdanie nagród i zamknięcie zawodów, równolegle z otwarciem XVI MŚ w Lataniu Precyzyjnym (w których brała udział część zawodników MŚ w Lataniu Rajdowym), a 20 lipca odloty zawodników.

## Wyniki

### Indywidualnie
| #   | Pilot / nawigator                          | Państwo        | Samolot    | Numer rej. | Punkty karne za rozpoznanie + nawigację + lądowania = suma | Punkty karne za rozpoznanie + nawigację + lądowania = suma |
| 1.  | Jiří Filip / Michal Filip                  | Czechy         | Cessna 152 | OK-IKF     | 50 + 10 + 60                                               | = 120                                                      |
| 2.  | František Cihlář / Miloš Fiala             | Czechy         | Cessna 152 | OK-IKC     | 100 + 26 + 100                                             | = 226                                                      |
| 3.  | Krzysztof Wieczorek / Krzysztof Skrętowicz | Polska         | 3Xtrim     | SP-YEX     | 150 + 28 + 120                                             | = 298                                                      |
| 4.  | Nigel Hopkins / Dale de Klerk              | RPA            | Cessna 172 | OY-BIK     | 250 + 8 + 60                                               | = 318                                                      |
| 5.  | Petr Opat / Tomáš Rajdl                    | Czechy         | Cessna 152 | OK-NAV     | 250 + 20 + 60                                              | = 330                                                      |
| 6.  | Janusz Darocha / Zbigniew Chrząszcz        | Polska         | Cessna 152 | SP-FZY     | 0 + 32 + 310                                               | = 342                                                      |
| 7.  | Philippe Odeon / Philippe Muller           | Francja        | Cessna 152 | F-GBQD     | 250 + 54 + 130                                             | = 434                                                      |
| 8.  | Joël Tremblet / Jose Bertanier             | Francja        | Cessna 152 | F-GBFB     | 300 + 34 + 140                                             | = 474                                                      |
| 9.  | Michel Frere / Frédérick Saquet            | Francja        | Cessna 152 | F-GBQD     | 250 + 70 + 190                                             | = 510                                                      |
| 10. | Claes Johanssen / Nathalie Strube          | mieszana (FAI) | Cessna 172 | SE-CXD     | 400 + 22 + 100                                             | = 522                                                      |

Dalsze miejsca polskich zawodników:
| 11. | Wacław Wieczorek / Michał Wieczorek  | Polska | PZL Wilga 2000 | 568 pkt  |
| 14. | Ryszard Michalski / Jerzy Markiewicz | Polska | Wilga 2000     | 895 pkt  |
| 22. | Marek Kachaniak / Sławomir Własiuk   | Polska | Cessna 152     | 1200 pkt |

### Zespołowo
(liczba pkt karnych):
1. Czechy - 346
2. Polska - 640
3. Francja - 908
4. Południowa Afryka - 1504
5. Austria - 2051
6. Hiszpania - 2320
7. Dania - 2973
8. Wielka Brytania - 3073
9. Niemcy - 3493
10. Chile - 4210
11. Włochy - 4568
12. Rosja - 6159
13. Cypr - 9648

## Źródła
- 14th FAI World Rally Flying Championship. events.fai.org. [zarchiwizowane z tego adresu (2007-09-16)]. (ang.)
- relacje na stronie Aeroklubu Gliwickiego. aeroklub.gliwice.pl. [zarchiwizowane z tego adresu (2006-12-06)].